# Jiradech Seangsa-nga
Jiradech Seangsa-nga (thailändisch จิระเดช แสงสง่า, * 2. Januar 1985) ist ein thailändischer Fußballspieler.

## Karriere
Jiradech Seangsa-nga stand bis Ende 2015 beim Sisaket FC unter Vertrag. Wo er vorher gespielt hat, ist unbekannt. Der Verein aus Sisaket spielte in der ersten Liga, der Thai Premier League. 2015 absolvierte er drei Erstligaspiele. 2016 unterschrieb er einen Vertrag beim neugegründeten Internazionale Pattaya. Der Verein aus dem Seebad Pattaya spielte in der dritten Liga, der damaligen Regional League Division 2. Hier trat man in der Bangkok/Eastern Region an. Während der Saison wurde der Verein vom thailändischen Fußballverband gesperrt. Bis zum Ende der Saison war er vertrags- und vereinslos. Anfang 2017 schloss er sich dem Erstligisten Super Power Samut Prakan FC aus Samut Prakan an. Für Samut Prakan spielte er 14-mal in der ersten Liga. Ende 2017 musste er mit dem Verein in die zweite Liga absteigen. Nach dem Abstieg verließ er den Verein und schloss sich dem Viertligisten Hua Hin City FC an. Mit dem Verein aus Hua Hin spielte er in der vierten Liga, der Thai League 4. Hier trat man in der Western Region an. Am Ende der Saison wurde er mit Hua Hin Meister der Western Region. Die Hinserie 2019 stand er beim Zweitligisten Ayutthaya United FC in Ayutthaya unter Vertrag. Zur Rückserie 2019 kehrte er zu Hua Hin City zurück.

## Erfolge
Hua Hin City FC
- Thai League 4 – West: 2018